# Comuna Liubîmivka, Vîșhorod
Liubîmivka (în ucraineană Любимівка) este o comună în raionul Vîșhorod, regiunea Kiev, Ucraina, formată din satele Andriivka, Liubîmivka (reședința) și Sîcivka.

## Demografie
Componența lingvistică a comunei Liubîmivka
     Ucraineană (96,9%)
     Rusă (2,94%)
     Alte limbi (0,16%)
Conform recensământului din 2001, majoritatea populației comunei Liubîmivka era vorbitoare de ucraineană (96,9%), existând în minoritate și vorbitori de rusă (2,94%).